# Songsong
Songsong – miasto w Marianach Północnych; na wyspie Rota; według danych szacunkowych na rok 2009 liczy 1259 mieszkańców. Ośrodek turystyczny. Czternaste co do wielkości miasto kraju.